# Juliaca striatella
Juliaca striatella är en insektsart som först beskrevs av Melichar 1951.  Juliaca striatella ingår i släktet Juliaca och familjen dvärgstritar. Inga underarter finns listade i Catalogue of Life.